# Royal Rumble (2001)
Royal Rumble (2001) — четырнадцатое в истории рестлинг-шоу Royal Rumble, организованное World Wrestling Federation (WWF, ныне WWE). Оно состоялось 21 января 2001 года в Новом Орлеане, Луизиана на «Арене Нового Орлеана».
Главным событием был матч «Королевская битва» 2001 года, который выиграл Стив Остин, последним выбросив Кейна, что стало его третьей победой в матче, и на данный момент он является единственным рестлером, выигравшим «Королевскую битву» три раза. В матче также участвовал комик Дрю Кэри.

## Результаты
| № | Результаты                                                                                        | Условия                                                      | Время   |
| --- | ------------------------------------------------------------------------------------------------- | ------------------------------------------------------------ | ------- |
| 1H | «Ло Даун» (Чэз и Ди’Ло Браун) (с Тигром Али Сингхом) победили «Кайентай» (Фунаки и Така Мичиноку) | Командный матч                                               | 1:57    |
| 2 | «Братья Дадли» (Бубба Рэй Дадли и Ди-Вон Дадли) победили Эджа и Кристиана (c)                     | Командный матч за титул командных чемпионов WWF              | 9:58    |
| 3 | Крис Джерико победил Криса Бенуа (c)                                                              | Матч c летницами за титул интерконтинентального чемпиона WWF | 18:43   |
| 4 | Айвори (c) (со Стивеном Ричардсом) победила Чайну                                                 | Одиночный матч за титул женского чемпиона WWF                | 3:27    |
| 5 | Курт Энгл (c) (с Триш Стратус) побед Triple H (со Стефани Макмэн-Хелмсли)                         | Одиночный матч за титул чемпиона WWF                         | 24:18   |
| 6 | Стив Остин выиграл «Королевскую битву»                                                            | Матч «Королевская битва» 30-ти рестлеров                     | 1:01:52 |
| - (ч) – чемпион на начало матча - H – указывает, что матч транслировался перед шоу на Sunday Night Heat |                                                                                                   |                                                              |         |

### Матч «Королевская битва»
Рестлеры выходили каждые 2 минуты
| Рестлер | Рестлер             | Кем выбит | Кем выбит                    | Время |
| ------- | ------------------- | --------- | ---------------------------- | ----- |
| 1       | Джефф Харди         | 4         | Мэттом Харди (вместе с ним)  | 6:37  |
| 2       | Булл Бьюкенен       | 1         | Мэттом Харди и Джеффом Харди | 2:09  |
| 3       | Мэтт Харди          | 3         | Джеффом Харди (вместе с ним) | 4:51  |
| 4       | Фарук               | 2         | Мэттом Харди и Джеффом Харди | 1:03  |
| 5       | Дрю Кэри            | 5         | Сам себя                     | 3:49  |
| 6       | Кейн                | 29        | Стивом Остином               | 54:49 |
| 7       | Ворон               | 9         | Каином                       | 8:57  |
| 8       | Эл Сноу             | 8         | Каином                       | 7:10  |
| 9       | Перри Сатурн        | 10        | Каином                       | 5:37  |
| 10      | Стив Блэкмен        | 7         | Каином                       | 3:17  |
| 11      | Гранд Мастер Сексей | 6         | Каином                       | 1:14  |
| 12      | Хонки-тонк Мен      | 11        | Каином                       | 1:57  |
| 13      | Скала               | 28        | Каином                       | 38:58 |
| 14      | Папочка             | 12        | Роком                        | 0:28  |
| 15      | Тэзз                | 13        | Каином                       | 0:19  |
| 16      | Брэдшоу             | 18        | Гробовщиком                  | 17:46 |
| 17      | Альберт             | 20        | Каином                       | 15:58 |
| 18      | Хардор Холли        | 21        | Гробовщиком                  | 14:13 |
| 19      | К-Квик              | 16        | Биг Шоу                      | 8:03  |
| 20      | Вэл Венис           | 22        | Гробовщиком                  | 10:28 |
| 21      | Уильям Ригал        | 14        | Тестом                       | 2:09  |
| 22      | Тест                | 15        | Биг Шоу                      | 2:15  |
| 23      | Биг Шоу             | 17        | Роком                        | 1:38  |
| 24      | Крэш Холли          | 19        | Каином                       | 2:42  |
| 25      | Гробовщик           | 25        | Рикиши                       | 11:09 |
| 26      | Скотти 2 Хотти      | 23        | Гробовщиком и Каином         | 1:16  |
| 27      | Стив Остин          | -         | ПОБЕДИТЕЛЬ                   | 15:38 |
| 28      | Билли Ганн          | 27        | Стивом Остином               | 7:31  |
| 29      | Хаку                | 24        | Стивом Остином               | 3:05  |
| 30      | Рикиши              | 26        | Роком                        | 3:10  |

## Остальные
| Комментаторы - Джерри «Король» Лоулер - Джим Росс Испанские комментаторы - Карлос Кабрера - Хьюго Савинович Судьи - Майк Киода - Джек Доан - Эрл Хебнер - Джим Кордерас - Теодор Лонг - Чад Паттон - Тим Уайт | Интервьюеры - Майкл Коул - Кевин Келли Так же - Говард Финкель — Аннонсер - Тони Гареа — Официальное лицо - Винс Макмэн - Сержант Слотер — Официальное лицо |